# Coupe CECAFA des nations 1992
Navigation
Ouganda 1991 Kenya 1994
La Coupe CECAFA des nations 1992 est la dix-neuvième édition de la Coupe CECAFA des nations qui a eu lieu en Tanzanie au mois de novembre 1992. Les nations membres de la CECAFA (Confédération d'Afrique centrale et de l'Est) peuvent s'engager dans la compétition et que le pays hôte a le droit d'aligner une équipe réserve en plus de sa sélection nationale.
C'est l'Ouganda, qui remporte la sixième Coupe CECAFA de son histoire en s'imposant en finale face à l'équipe réserve du pays hôte, la Tanzanie. La Zambie, tenant du titre, termine à la troisième place. À noter que les Seychelles, membre de la COSAFA, sont invitées à participer à cette édition.

## Équipes participantes
- Tanzanie - Organisateur
- Zambie - Tenant du titre
- Zanzibar
- Tanzanie B
- Kenya
- Éthiopie
- Malawi
- Ouganda
- Seychelles - Invité

## Compétition

### Premier tour

#### Groupe A
- L'ensemble des matchs a eu lieu à Arusha.

| Rang | Équipe     | Pts | J | G | N | P | Bp | Bc | Diff |  | Résultats (▼ dom., ► ext.) |  |     |     |     |
| ---- | ---------- | --- | - | - | - | - | -- | -- | ---- |  | -------------------------- |  | --- | --- | --- |
| 1    | Ouganda    | 4   | 3 | 1 | 2 | 0 | 7  | 4  | +3   |  | Ouganda                    |  | 1-1 | 1-1 | 5-2 |
| 2    | Tanzanie B | 4   | 3 | 1 | 2 | 0 | 4  | 1  | +3   |  | Tanzanie B                 |  |     | 0-0 | 3-0 |
| 3    | Kenya      | 4   | 3 | 1 | 2 | 0 | 3  | 2  | +1   |  | Kenya                      |  |     |     | 2-1 |
| 4    | Seychelles | 0   | 3 | 0 | 0 | 3 | 3  | 10 | -7   |  | Seychelles                 |  |     |     |     |

#### Groupe B
- L'ensemble des matchs a eu lieu à Mwanza.

| Rang | Équipe   | Pts | J | G | N | P | Bp | Bc | Diff |  | Résultats (▼ dom., ► ext.) |  |     |     |     |     |
| ---- | -------- | --- | - | - | - | - | -- | -- | ---- |  | -------------------------- |  | --- | --- | --- | --- |
| 1    | Malawi   | 7   | 4 | 3 | 1 | 0 | 7  | 3  | +4   |  | Malawi                     |  | 1-0 | 1-1 | 2-1 | 3-1 |
| 2    | Zambie T | 6   | 4 | 3 | 0 | 1 | 13 | 4  | +9   |  | Zambie T                   |  |     | 2-1 | 3-2 | 8-0 |
| 3    | Tanzanie | 3   | 4 | 1 | 1 | 2 | 4  | 5  | -1   |  | Tanzanie                   |  |     |     | 2-1 | 0-1 |
| 4    | Éthiopie | 2   | 4 | 1 | 0 | 3 | 7  | 7  | 0    |  | Éthiopie                   |  |     |     |     | 3-0 |
| 5    | Zanzibar | 2   | 4 | 1 | 0 | 3 | 2  | 14 | -12  |  | Zanzibar                   |  |     |     |     |     |

### Demi-finales
| Novembre 1992 | Ouganda         | 0 - 0 a.p. | Zambie |  |  |
|               |                 |            |        |  |  |
|               | Tirs au but 4-2 |            |        |  |  |

| Novembre 1992 | Malawi | 0 - 1 | Tanzanie B  |  |
|               |        |       | Chambua 60e |  |

### Match pour la3eplace
| Novembre 1992 | Zambie             | 4 - 0 | Malawi |  |
|               | Mutale , · Banda , |       |        |  |

### Finale
| Novembre 1992 | Ouganda      | 1 - 0 | Tanzanie B |  |
|               | Sekatawa 77e |       |            |  |

| Vainqueur Coupe CECAFA 1992 Ouganda 6e titre |

## Sources et liens externes
- (en) Feuilles de matchs et infos sur RSSSF